# Дольна (Опольське воєводство)
Дольна (пол. Dolna, нім. Dollna) — село в Польщі, у гміні Лесьниця Стшелецького повіту Опольського воєводства.
Населення — 333 особи (2011).

## Демографія
Демографічна структура станом на 31 березня 2011 року:
|          | Загалом | Допрацездатний вік | Працездатний вік | Постпрацездатний вік |
| -------- | ------- | ------------------ | ---------------- | -------------------- |
| Чоловіки | 152     | 29                 | 102              | 21                   |
| Жінки    | 181     | 26                 | 116              | 39                   |
| Разом    | 333     | 55                 | 218              | 60                   |